# Kanton Sauve
Kanton Sauve (francouzsky Canton de Sauve) je francouzský kanton v departementu Gard v regionu Languedoc-Roussillon. Tvoří ho devět obcí.

## Obce kantonu
- Canaules-et-Argentières
- Durfort-et-Saint-Martin-de-Sossenac
- Fressac
- Logrian-Florian
- Puechredon
- Saint-Jean-de-Crieulon
- Saint-Nazaire-des-Gardies
- Sauve
- Savignargues